# TNCジャーナル
『TNCジャーナル』（ティーエヌシージャーナル）は、福岡県の民放テレビ局であるテレビ西日本で23年以上にわたって放送された討論番組。番組終了時の放送時間は毎週日曜 5:45 - 6:00。

## 概要
1985年に放送開始。解説委員がそのテーマに沿った専門家と共に解説を入れながら討論するものであった。
20年以上にわたって放送されたが、2008年9月28日放送分をもって終了した。

### ロゴ
TNCの部分には、現在でも使われているロゴを使用。